# Phyllotreta foudrasi
Phyllotreta foudrasi es una especie de insecto coleóptero de la familia Chrysomelidae. Fue descrita científicamente en 1873 por Brisout.